# Kino: la leyenda del padre negro
Kino: la leyenda del padre negro es una película mexicana dirigida por Felipe Cazals y protagonizada por Enrique Rocha, Rodolfo de Anda y Blanca Guerra.

## Argumento
Antes de morir el padre jesuita Francisco Eusebio Kino recuerda los sucesos que lo hicieron viajar de Italia a la Nueva España, en donde acompañó a la expedición del almirante de Atondo en calidad de cartógrafo y misionero. Durante su estancia en California y Sonora, Kino es testigo del maltrato de los españoles hacia los indígenas, situación que en ocasiones se vuelve en contra de su misión evangelizadora.

## Reparto
- padre Francisco Eusebio Kino: Enrique Rocha
- almirante de Atondo: Rodolfo de Anda
- teniente Rincón: Carlos Cardán
- padre Saeta: Leonardo Daniel
- padre Goñi: Jorge Fegán
- teniente Manje: Fernando Balzaretti
- cortesana 1: Blanca Guerra
- cortesana 2: Tina Romero
- bailarina en la corte: Pilar Medina
- duquesa de Aveiros: Federica Armendáriz

## Premios
- Obtuvo el 2.º lugar en la categoría Clásicos de México en el VI Concurso de Cine organizado por el Fideicomiso de Estímulos al Cine Mexicano (FECIMEX) en 1993.
- En la XXXVI edición de los premios Ariel fue nominada a: Mejor Dirección, Mejor Actuación Masculina, Mejor Actor de Cuadro, Mejor Fotografía, Mejor Coactuación Masculina y Mejor Música de Fondo, siendo ganadora sólo en esta última.